# 质量效应 传奇版
《质量效应 传奇版》是电子游戏质量效应三部曲《质量效应》、《质量效应2》和《质量效应3》的合集，由BioWare开发，艺电发行。三款游戏都进行了复刻，包括视觉效果增强、技术改进和玩法调整，其中三部曲第一部进行了更大范围的升级，特别是在画面、战斗机制、车辆操控和加载时间方面。
《传奇版》的开发工作于2019年开始，由马克·沃尔特斯监制，他曾担任过《质量效应2》和《质量效应3》的首席编剧。为保留三部曲原汁原味的体验，BioWare决定将该项目作为复刻版而非重制版来开发。合集于2020年11月7日公布，2021年5月14日在Microsoft Windows、Xbox One和PlayStation 4平台发行，无官方中文。《传奇版》获得了业界相当积极的评价，第一部游戏的增强体验以及合集的便利与广度受到赞扬，而某些方面玩法和视觉变化的程度受到略微批评。

## 内容

在《传奇版》中，《质量效应》与续作相比获得了更广泛的升级，包括新的HUD。

《质量效应 传奇版》包含原版三部曲《质量效应》（2007）、《质量效应2》（2010）和《质量效应3》（2012）中的所有单人基础内容，以及最初游戏发布的几乎所有单人可下载内容（DLC），如促销武器、盔甲和扩展包。三部曲的背景设定在22世纪的银河系，玩家扮演一名精锐的人类士兵薛帕德指挥官，他/她必须团结银河系，共同对抗被称为“收割者”的高度先进的合成有机星舰种族。薛帕德是一个可定制角色，其性别、外貌、军事背景、战斗训练和名字均由玩家决定。在每一作游戏中，玩家做出的选择会以各种方式影响故事发展，这些选择和后果贯穿了整个三部曲。
《传奇版》中的三款游戏都进行了复刻，包括纹理、着色器、模型、特效和技术特性更新。与原作相比，复刻版均以更清晰的分辨率和更高的帧率运行。玩家可从合集中的统一启动器启动三款游戏，另外还有一个包括三款游戏定制选项的通用角色创建器。之前在前几代游戏中不可用的《质量效应3》默认的女性薛帕德指挥官模型，现在可在整个三部曲中使用。第二部和第三部游戏的玩法与原版相似，但也得到了一些调整，比如《质量效应3》中的“银河备战”（Galactic Readiness）系统进行了再平衡，以弥补缺失多人模式带来的影响。每作游戏还新添加了照片模式，玩家可在游戏中调整并捕捉屏幕截图。
三部曲第一部则进行了更广泛的升级。游戏包括额外的视觉更新，例如在某些关卡中加入了烟雾效果和体积光，以及天空盒（Skybox）的改进。战斗系统也进行了更新以更贴近续作，包括射击瞄准、近战按钮、武器平衡以及人工智能等的改进 。某些Boss遭遇也进行了调整，通过扩大关卡布局和更频繁地自动保存来减少玩家挫败感。玩家使用的全地形车灰鲭鲨号（Mako）也进行了速度提升和操控优化。原始游戏中被普遍诟病的加载时间也进行了调整，玩家在电梯中的等待时间减少（电梯是隐藏加载画面的一种方式）。

## 开发
《质量效应 传奇版》由BioWare开发，艺电发行。BioWare曾在2014年讨论开发质量效应三部曲的复刻版，但直到2019年才开始该项目的工作。BioWare签约了多个支持工作室协助其开发，包括Abstraction Games和Blind Squirrel Games。前者协助开发新一代游戏机版本，主要在画面上进行优化和改进。整个项目由马克·沃尔特斯监制，他曾担任《质量效应2》和《质量效应3》的首席编剧。
在开发早期，BioWare咨询了Epic Games将游戏从原来的虚幻引擎3移植到虚幻引擎4的可行性。BioWare最终确定这样做所需的工作量很大，需要重做大部分游戏内容，例如重做所有的过场动画。他们还担心如此大规模的翻修会从根本上改变和剥夺原版三部曲的体验。所以BioWare决定不升级游戏引擎，同时将该项目作为复刻版而非重制版来开发。由于《质量效应3》多人模式的复杂性和项目时间的限制，BioWare决定不添加这一模式。团队打算将所有单人DLC都包含在合集中，但《质量效应》中的《巅峰基地》由于源代码已损坏而无法添加，沃尔特斯称这“令人心碎”。
作为复刻过程的一部分，BioWare利用人工智能放大程序和其他定制工具提高了三部曲游戏中所有纹理的分辨率。初步的视觉升级完成后，美术部门开始着手资源、人物模型和环境的制作.。在审视了每作游戏的潜在变化后，团队认为女性角色的某些镜头角度不必要或需要改进，因此他们改动了一些原始镜头。至2020年春，《传奇版》处于完全可玩的“基线”状态，BioWare已实施了第一轮改进。然而，团队认为《质量效应》一代在视觉效果上仍然落后于其他两代，因此请来了游戏的原美术指导德里克·沃茨（Derek Watts）增加新的细节和效果。为了让游戏体验更现代化，消除与续作的差距，一代的复刻版还有大量的玩法更新，如在一位原关卡设计师的帮助下，游戏调整了最初被玩家视为“痛苦 ”的Boss遭遇战。合集于2021年4月9日交付发行商。

## 发行
《传奇版》于2020年11月7日——一年一度BioWare庆祝质量效应系列的“N7日”——正式公布。合集于2021年5月14日在Microsoft Windows、Xbox One和PlayStation 4平台发行。虽然《传奇版》通过向下兼容模式在Xbox Series X和PlayStation 5上运行并具有针对性的增强，但BioWare没有计划为这些主机平台发布专门的版本。在一次采访中，沃尔特斯表示他个人希望将该合集移植到任天堂Switch上，但该游戏机不在项目计划中。

## 评价
根据聚合评论网站Metacritic的统计，《质量效应 传奇版》 的Microsoft Windows和PlayStation 4版本获得了媒体“正面评论为主”的评价，Xbox One版本获得了“普遍赞誉” 。
媒体普遍认为，《质量效应》一代在《传奇版》中得到了明显改善，比其两个续作得到了更广泛的升级。GamesRadar+的阿利萨·梅尔坎特（Alyssa Mercante）认为，一代的改进使得其体验更现代化，BioWare在保持原作魅力的情况下成功地使一代与续作更加一致。GamingBolt的舒班卡·帕里贾特（Shubhankar Parijat）断言复刻版是他见过的最令人印象深刻的作品之一，他把这归功于对资源、环境、照明和人物模型所做的大量工作。 相反，一些评论员认为视觉变化太过头，掩盖了原作的情绪和基调，而其他评论员则认为游戏玩法的更新还不够深入。
《传奇版》中的《质量效应2》和《质量效应3》更新较小，但媒体同样反响积极。Destructoid的埃里克·范艾伦（Eric Van Allen）赞扬了《传奇版》对《质量效应2》的道德系统所作的调整，认为这使得游戏感觉不那么无情。IGN的丹·斯特普尔顿（Dan Stapleton）认为，《质量效应2》的画面改进后看起来更现代化，但面部动画是最大弱项。Push Square的罗伯特·拉姆齐（Robert Ramsey）指出《质量效应3》包含了基础游戏中没有的扩展内容，使游戏体验得到了有意义的提升。相比之下，GameSpot的乔丹·拉梅（Jordan Ramée）批评该合集没有将DLC很好地整合到单一游戏的整体叙事中。
作为一个全面的作品，《质量效应 传奇版》因其便捷、广度和对《质量效应》三部曲的保存而受到赞扬。《华盛顿邮报》的贾安·埃尔克（Jhaan Elker）向粉丝和新人推荐了该合集，但认为一些玩家可能仍然喜欢带有模組的原始版本。在针对游戏的性能评测中，Eurogamer的托马斯·摩根（Thomas Morgan）强调合集的抱负与努力，并认为游戏最终是“该系列的一个完美跳跃点”。Game Informer的金佰利·华莱士（Kimberly Wallace）从整体角度称赞了《质量效应》三部曲，并对复刻版保持对该系列的关注以及让玩家有机会以最完整的形式轻松体验包括所有DLC在内的故事表示感谢。

### 销量
《傳奇版》在發售當週登上英國實體銷售排行榜首位。《傳奇版》的實體銷量雖然未及《惡靈古堡 村莊》在首週發行時的一半，但不少遊戲評論員預料它在數碼銷售方面會有出色表現。在发布一周内，游戏的PC版在Steam上的同时在线玩家数超过59,000，为迄今为止BioWare游戏作品中最高。在PlayStation商店，《传奇版》2021年5月在美国是销量第三高的游戏，在欧洲是销量第六高的游戏。在2021年8月4日的投资者电话会议上，艺电首席执行官安德鲁·威尔逊（Andrew Wilson）透露，游戏的表现“远超”预期，但未披露确切的销售数据。《传奇版》进入2021年Steam新游戏销量排行榜前12名。根据NPD集团的数据，《传奇版》是2021年PlayStation平台第19畅销游戏，Xbox平台第12畅销游戏。